# Hildebrandtia (płazy)
Hildebrandtia – rodzaj płazów bezogonowych z rodziny Ptychadenidae.

## Zasięg występowania
Rodzaj obejmuje gatunki występujące w tropikalnej i subtropikalnej Afryce.

## Systematyka

### Etymologia
Hildebrandtia: Johann Maria Hildebrandt (1847–1881), niemiecki botanik.

### Podział systematyczny
Do rodzaju należą następujące gatunki:
- Hildebrandtia macrotympanum (Boulenger, 1912)
- Hildebrandtia ornata (Peters, 1878) – hildebrancja ozdobna[4]
- Hildebrandtia ornatissima (Bocage, 1879)